# Folwark (Gaik)
Folwark – część wsi Gaik w Polsce, położona w województwie świętokrzyskim, w powiecie pińczowskim, w gminie Działoszyce.
W latach 1975–1998 Folwark administracyjnie należał do województwa kieleckiego.